# 共英メソナ
株式会社共英メソナ（きょうえいメソナ、英文社名 KYOEI MESONA Inc.）は、共英製鋼の製品輸送、構内作業を担う会社。また、製鋼用電気炉を用いて産業廃棄物の処理を行っており、特に医療廃棄物の取り扱いが多い。
その他にも機械解体等のスクラップ関連事業も行っている。

## 概要
共英製鋼の各事業所で製品輸送及び構内作業を担う。製造過程における各種作業や製品保管管理、出荷、輸送まで一連の業務を請け負う。
1990年には医療廃棄物の収集運搬処理業務に進出、共英製鋼の医療廃棄物処理システム「メスキュード」（英文名：MESSCUD）を運用し、廃棄物の処理を行っている。
旧社名である「鉄鋼運輸興業」と医療廃棄物処理業務との乖離が目立ってきたことから、2004年に親会社名の「共英」に「メスキュード」にちなんだ造語「メソナ」を加えた「共英メソナ」に社名を変更した。共英製鋼のグループ会社で作る「メスキュード医療安全基金」にも参加している。2021年4月に同グループの共英産業に輸送・構内作業部門が分割吸収され、環境リサイクル事業専門の会社となった。

## 沿革
- 1980年（昭和55年）
  - 6月18日 - 鐵鋼運輸株式会社として設立（資本金1000万円）
  - 11月20日 - 自動車運送取扱事業許可取得
- 1982年（昭和57年）7月30日 - 産業廃棄物処理業許可取得
- 1985年（昭和60年）12月20日 - 鐵鋼運輸興業株式会社に社名変更
- 1993年（平成5年）7月1日 - 特別管理産業廃棄物処分業許可取得
- 1994年（平成6年）8月1日 - 枚方営業所開設
- 1996年（平成8年）10月1日 - 名古屋営業所開設
- 1997年（平成9年）6月27日 - 一般貨物自動車運送事業許可取得
- 1998年（平成10年）
  - 3月20日 - 産業廃棄物処分業許可取得
  - 8月1日 - 山口営業所開設
- 2000年（平成12年）2月1日 - 関東営業所開設
- 2001年（平成13年）3月22日 - ISO14001認証取得
- 2003年（平成15年）
  - 6月26日 - 資本金を5000万円に増資
  - 7月1日 - 東京事務所開設[4]
- 2004年（平成16年）
  - 4月1日 - 株式会社共英メソナに社名変更[5][6]
  - 9月10日 - 大阪市収集運搬業（産廃・特管） 積替保管許可取得
  - 9月30日 - 名古屋営業所閉鎖
- 2005年（平成17年）10月1日 - 共英製鋼の100％子会社となる
- 2008年（平成20年）
  - 3月14日 - 産業廃棄物処分業 優良認定制度基準適合
  - 4月3日 - 特別管理産業廃棄物処分業 優良認定制度基準適合
  - 6月30日 - 東京事務所閉鎖
- 2009年（平成21年）6月18日 - 資本金を4億円に増資
- 2010年（平成22年）4月1日 - 名古屋営業所および飛島分室開設
- 2014年（平成26年）3月10日 - 堺リサイクルセンター設立[7]
- 2021年（令和3年）4月1日 - 共英産業株式会社に分割吸収

## 事業所
- 本社 - 大阪市西淀川区佃6丁目4番8号
- 枚方営業所 - 枚方市中宮大池二丁目
- 名古屋営業所 - 愛知県弥富市鍋田町六野
- 飛島分室 - 愛知県海部郡飛島村大字新政成字未之切
- 山口営業所 - 山口県山陽小野田市大字小野田
- 関東営業所 - 茨城県土浦市大畑

## 主要関係会社
- 共英製鋼株式会社（大阪市北区堂島浜）
- 株式会社堺リサイクルセンター（大阪府堺市堺区大浜）